# One Equity Partners
One Equity Partners es una empresa de capital riesgo que opera principalmente en los sectores industrial, sanitario y tecnológico de Norteamérica y Europa. One Equity Partners era la rama de banca comercial de JPMorgan Chase,centrada en compras apalancadas e inversiones de capital de expansión en empresas del mercado medio. Formado por Bank One en 2001, el grupo tiene oficinas en Nueva York, Chicago, Sao Paulo, Viena, Hong Kong y Fráncfort y cuenta en 2023 con más de 10.000 millones de dólares en activos gestionados.

## Inversiones
En 2006, One Equity, junto con The Blackstone Group y Technology Crossover Ventures, adquirió Travelport a Cendant en una compra de 4.300 millones de dólares. La empresa es propietaria de Worldspan y Galileo, así como de aproximadamente el 48% de Orbitz Worldwide. La venta de Travelport se produjo tras la escisión de los negocios inmobiliario y hotelero de Cendant, Realogy Corporation y Wyndham Worldwide Corporation, respectivamente, en julio de 2006. Más adelante, TPG y Silver Lake adquirirían Sabre Holdings, principal competidor de Travelport.
Entre las otras inversiones notables de One Equity se incluyen Polaroid Corporation, que fue vendida en 2005 con una importante ganancia, así como Apollo Hospitals, CWT, Clipper Windpower, NCO Group, Pfleiderer, Systagenix Wound Management, SGB-SMIT Group, ThyssenKrupp Marine Systems, Vertrue, X-Rite, Orion Inc, el integrador de sistemas italiano Engineering Ingegneria Informatica, Sonneborn LLC (vendida en 2019), Lutech, y VASS (2020).

## Historia
One Equity Partners fue fundada en 2001 por Dick Cashin para servir como brazo inversor de capital privado de Bank One. Anteriormente, Cashin había sido presidente de Citicorp Venture Capital (predecesora de Court Square Capital Partners) y de CVC Capital Partners, donde trabajó para el entonces consejero delegado de Bank One, Jamie Dimon.
En 2002, el antiguo Consejero Delegado de Ford Motor Company, Jacques Nasser, se incorporó a One Equity. Posteriormente sería presidente de Polaroid Corporation. Nasser participó en 2006, cuando se especuló con One Equity como uno de los posibles licitadores de capital privado de Jaguar Cars.
En 2004, JPMorgan Chase completó la adquisición de Bank One. Antes de la fusión, JPMorgan tenía su propio grupo interno de inversión en capital riesgo, JPMorgan Partners. JPMorgan Partners era mucho mayor que One Equity, y se centraba en operaciones de mayor envergadura. En última instancia, One Equity fue designada plataforma exclusiva de capital riesgo de JPMorgan Chase, momento en el que JPMorgan Partners formalizó planes para escindirse de JPMorgan Chase y pasó a denominarse CCMP Capital. En 2008, cuando JPMorgan Chase adquirió la plataforma de capital riesgo de Bear Stearns, Bear Stearns Merchant Banking, One Equity volvió a ser designada brazo exclusivo de capital riesgo de la empresa combinada.
En 2014, se anunció que J.P Morgan iba a vender la mitad de su participación en One Equity Partners.
En 2018, One Equity Partners adquirió una participación mayoritaria en Ericsson Media Solutions, que es el negocio de medios de Ericsson compuesto por muchas adquisiciones anteriores, aunque es una pequeña parte de Ericsson.

## Comprador de deuda
En 2006, One Equity Partners compró NCO Group, con sede en Pensilvania, "que obtuvo unos ingresos de 1.560 millones de dólares el año pasado, lo que la convierte en la mayor empresa de cobro de deudas". Según un portavoz de J.P. Morgan, en 2010 la empresa estaba "liquidando la parte de compra de deudas y se iba a centra en el cobro de deudas".